# Паук-оса
Осолики паук (лат. Argiope bruennichi) врста је паука који плете округлу мрежу и насељава централну и северну Европу,централну Европу,северну Африку, делове Азије и Азорска острва. Као и многи други чланови врсте Аргиопе, има црне и жуте пруге на свом абдомену.
Паук плете спиралну мрежу у круг у зору или сумрак. Најчешће је плете у великој трави малко изнад земље што траје око један сат. Истакнути цик-цак облик зван стабилимент, или украсна мрежа, уобличен је ка центру мреже. Претпоставља се да је њена функција да привуче инсекте. Када је одређена жртва ухваћена у мрежу, осолики паук ће јој брзо онеспособити кретање умотавајући је у свилу, а затим је уједа и убризгава јој отров који је тотално парализује и разлаже протеине у телу.
Мушка јединка ове врсте је много мања од женке. Зато се мужјаци могу видети у близини женкине мреже како чекају да она заврши са последњим лињањем у време када она достиже полну зрелост. Тада су њене хелицере мекане неко краће време и мужјак може да се пари са њом без страха да ће бити поједен.
У лето 2006. године, истраживања у Уједињеном Краљевству показала су да се доста паукова ове врсте доселило ту. Боја је и даље слична само што жуте пруге мало више вуку на крем боју.
Постоји једна подврста тренутно позната:
- Argiope bruennichi nigrofasciata Франганиљо 1910. (Португалија)